# Evan David Jones
Evan David Jones (6. prosince 1903 – 7. března 1987) byl velšský knihovník. Narodil se v západovelšské vesnici Llangeitho jako nejstarší ze sedmi dětí Evana a Jane Jonesových. Studoval na Aberystwythské univerzity, roku 1926 dokončil studium velštiny a o rok později historie. V roce 1958 nahradil básníka Thomase Parryho na postu knihovníka Velšské národní knihovny. V této pozici zůstal do roku 1969. Věnoval se výzkumu starých velšských rukopisů. Vydal například dva svazky díla básníka Lewyse Glyna Cothiho, jenž žil v patnáctém století. Zemřel ve svém domě v Aberystwythu.